# Подолянецька сільська рада
Подолянецька сільська рада (Подолянська сільська рада) — колишня адміністративно-територіальна одиниця та орган місцевого самоврядування у Чуднівському районі Бердичівської округи, Вінницької та Житомирської областей Української РСР з адміністративним центром у селі Подолянці.

## Населені пункти
Сільській раді на час ліквідації були підпорядковані населені пункти:
- с. Подолянці.

## Населення
Відповідно до перепису населення СРСР, станом на 17 грудня 1926 року, чисельність населення ради становила 1 165 осіб, з них, за статтю: чоловіків — 573, жінок — 592, етнічний склад — українці. Кількість господарств — 258, з них несільського типу — 10.

## Історія та адміністративний устрій
Створена 2 січня 1926 року, відповідно до рішення Бердичівської ОАТК (протокол № 1/4 «Про відкриття нових сільрад»), в складі с. Подолянці та хутора Подолянці Вільшанської сільської ради Чуднівського району Бердичівської округи. Станом на 1 жовтня 1941 року в підпорядкуванні значився х. Козаки, х. Подолянці не перебував на обліку населених пунктів.
Станом на 1 вересня 1946 року сільська рада входила до складу Чуднівського району Житомирської області, на обліку в раді перебувало с. Подолянці, х. Козаки не значився на обліку населених пунктів.
Ліквідована 11 серпня 1954 року, відповідно до указу Президії Верховної ради Української РСР «Про укрупнення сільських рад по Житомирській області», територію ради та с. Подолянці включено до складу Кілківської сільської ради Чуднівського району Житомирської області.